# Robert Corbett
Ne doit pas être confondu avec Robert Corbet.
Pour les articles homonymes, voir Corbett.
Robert Alfred Corbett, né le 14 décembre 1938 à Saint-Jean et mort le 6 avril 2025 à Fredericton, est un homme d'affaires et homme politique canadien du Nouveau-Brunswick.

## Biographie
Robert Corbett naît le 14 décembre 1938 à Saint-Jean.
Corbett, tout en étant un homme d'affaires, se lance en politique provinciale où il est élu député à l'Assemblée législative du Nouveau-Brunswick de la circonscription de Queens-Sud (en) lors des élections néo-brunswickoises de novembre 1974.
En 1978, il se tourne vers la scène fédérale en se présentant pour le Parti progressiste-conservateur du Canada lors de l'élection partielle fédérale du 16 octobre dans la circonscription de Fundy—Royal où il est élu député à la Chambre des communes. Il est réélu en 1979, 1980, 1984 et 1988, avant d'être battu en 1993 par Paul Zed. Il conserve donc son siège pendant plus de quinze années.
Durant la 34e législature du Canada, il est tour à tour président du Comité permanent des transports, du Comité législatif sur le projet de loi C-18, du Comité législatif sur le projet de loi C-44 et du Comité spécial sur les services de transport aérien entre le Canada et les États-Unis.
Robert Corbett meurt le 6 avril 2025 à Fredericton à l'âge de 86 ans,.